# Pseudosphex aurantivena
Pseudosphex aurantivena is een beervlinder uit de familie van de spinneruilen (Erebidae). De wetenschappelijke naam van de soort is voor het eerst geldig gepubliceerd in 1918 door Hampson als Chrysostola aurantivena.